# Занамівір
Занамівір — синтетичний противірусний препарат з групи інгібіторів нейрамінідази для інгаляційного застосування. Занамівір синтезований у лабораторії австралійської компанії «Biota Holdings», яка пізніше передала права на подальші дослідження та маркетинг препарату британській компанії «Glaxo» у 1990 році, яка й продовжила подальшу розробку препарату під торговою маркою «Реленца». 1999 року занамівір зареєстрований у США, спочатку виключно для лікування грипу типу А і В, а з 2006 року — також і для профілактики грипу.

## Фармакологічні властивості
Занамівір — синтетичний противірусний препарат. Механізм дії занамівіру полягає у інгібуванні ферменту вірусу грипу нейрамінідази, що призводить до порушення здатності вірусу проникати у здорові клітини, гальмується вихід віріонів із ураженої клітини, внаслідок чого зменшується стійкість вірусу до інактивуючої дії епітелію верхніх дихальних шляхів, що приводить до гальмування розповсюдження вірусу в організмі. Окрім цього, занамівір зменшує вироблення цитокінів, що запобігає розвитку місцевих зальних реакцій та послаблює системний вплив віруної інфекції. Препарат діє у позаклітинному просторі, зменшуючи продукцію вірусу та попереджуючи викид вірусних частинок з клітин епітелію верхніх дихальних шляхів. До занамівіру чутливими є віруси грипу типу А та В.

### Фармакодинаміка
Занамівір після вдихання через рот осідає у дихальних шляхах у високих концентраціях. Максимальна концентрація в плазмі крові спостерігається через 1—2 години. Біодоступність при інгаляційному введенні препарату становить 10—20 %, при дослідженні встановлено, що біодоступність після перорального прийому становить 2 %. Препарат погано зв'язується з білками плазми крові. У зв'язку з низькою системною абсорбцією препарату немає даних про проникнення занамівіру через гематоенцефалічний бар'єр та плацентарний бар'єр. Немає даних про проникнення препарату в грудне молоко людини, але дослідженням встановлено, що занамівір проникає в молоко щурів. Препарат не метаболізується, виводиться з організму в незміненому вигляді з сечею. Період напіввиведення занамівіру становить 2—3 години, у пацієнтів з нирковою недостатністю цей час може збільшуватися до 12—20 годин.

## Показання до застосування
Занамівір рекомендовано для лікування та профілактики грипу типу А та В у дорослих та дітей віком від 5 років.

## Побічна дія
При застосуванні занамівіру дуже рідко (менше 0,01 %) можуть спостерігатися наступні побічні ефекти: набряк ротоглотки та обличчя, бронхоспазм, утруднене дихання, анафілактичний шок, гарячка, висипання на шкірі, кропив'янка, поліморфна еритема, синдром Стівенса-Джонсона, синдром Лаєлла; описані випадки галюцинацій, делірію, пригнічення свідомості, порушень поведінки у хворих на грип (переважно дітей та підлітків).

## Протипокази
Занамівір протипоказаний при підвищеній чутливості до препарату, І триместрі вагітності, годуванні грудьми. Препарат не застосовують дітям до 5 років.

## Форми випуску
Занамівір випускається у вигляді ротадисків з 4 дозами порошку для інгаляцій по 5 мг у одній дозі.